# 奇爱博士
《奇爱博士》（英語：Dr. Strangelove or: How I Learned to Stop Worrying and Love the Bomb）是一部於1964年出品的英語黑色幽默電影，此電影為英國與美國合作出品，由斯坦利·库布里克（Stanley Kubrick）執導。該片还有一个较长的副题：「我如何学会停止恐惧并爱上炸弹（How I Learned to Stop Worrying and Love the Bomb）」。
此電影根據彼德·乔治（Peter George）的小说《红色警报》（Red Alert）為基礎，改編成電影剧本，然後進行拍攝製作。
此作品是斯坦利·库布里克最受歡迎的作品之一，亦是成功諷刺六十年代美俄冷戰時期國際政局荒謬、不安氛圍之喜劇經典。

## 劇情
標題主角是一位有異手症即屡有难以抑制的行纳粹礼冲动的前納粹德国人「奇愛博士」。当时现实中美国军方不滿上层因在和苏联的軍備竞赛中不利，而启用前德国SS军人，以奇爱博士暗喻冯·布劳恩本人。片中「末日机器」暗指苏美双方发动全面核打击的指挥与执行系统。在60年代尤其是古巴导弹危机期间，大众媒体的宣传使民间对核武器缺乏深入了解，多认为是只一个大炸弹，只要挺过爆炸冲击波即可重建并恢复日常生活，而忽视了核輻射等长期后效更具破坏力，会长期严重破坏地表农牧业和其它人类活动。《奇爱博士》是早期宣扬全面核战争没有胜利者概念的作品。
美國空軍基地的指揮官傑克‧D‧里巴（Jack D. Ripper，取開膛手傑克英語發音的諧音）精神出現失常，杰克相信苏联人在美國人的飲用水里加氟化物，也对全美国造成威胁。因而沒有上級许可就派遣一批B-52轟炸機，向蘇聯境內的軍事重地投下核彈。最后这名指挥官被当做叛徒围攻，当附近的军队占领基地后，他在浴室内自杀。
其间美国总统与苏联大使紧急通话告知事态发展，蘇聯大使知會美國總統，如果任何一枚核彈在蘇聯境內爆炸的話，「末日機器」會隨之自動啟動且無法關閉，地球上沒有人能夠生存。美国总统占领叛乱基地重获空军指挥权后，立即电令所有飞机返航，但其中一架B52因为被苏联防空导弹击毁无线电，从而错失了总统的返航指令。同时美国总统告知了苏方这架B52的两个轰炸目标，要求苏联防空军全力防卫那两个轰炸目标并击落这架B52。但是这架B52因为受损而燃油不足，导致机长决定放弃原本的轰炸目标，超低空飞行躲避了苏军的雷达。B52飞向最近的另一个轰炸目标区，苏军毫无防备。此前B52中弹使炸弹舱门卡死，于是来自得克萨斯州的机长戴着牛仔帽亲自跳上核弹修理控制线路，最后炸弹舱门开启，机长骑在核弹上，以单手持鞍单手挥舞牛仔帽的骑牛赛姿态与核弹一同下落。
奇爱博士是美國總統的幕僚之一，他认为核危机后应该躲入地下反核设施内，不过由于这些设施有限，只有精英人士才能进入，同时考虑到男女的生理差异，每个男性应该配备多名女性才能达到繁育上的平衡。而当他们在讨论的同时，苏联大使则仍在偷拍情报。
电影中对于美国作战指挥室的布置成为其后诸多作品追捧的目标。电影拍摄时，美国B52轰炸机刚刚服役，导演斯坦利·库布里克向美国空军提出借用B52拍摄驾驶舱内场景遭拒（与之对比是1976年史丹利在拍摄巴里·林登时向NASA借用星光镜头获准），后史丹利借助一些内部泄露的资料加自己的想象力布置了一个B52的驾驶舱用于拍摄。

## 演員表
- 彼得·塞勒斯 一人飾演以下三個角色：
  - Lionel Mandrake，一位英國皇家空軍（RAF）交換軍官
  - Merkin Muffley，美國總統
  - 奇愛博士（原名 Merkwürdigliebe），坐輪椅的核戰專家與前納粹黨員，患有異手症候群（alien hand syndrome），導致其右手常不自覺地行納粹敬禮，象徵其潛意識中未完全斷絕的極權傾向

- 喬治·坎貝爾·史考特 飾演 Buck Turgidson 將軍，美國參謀長聯席會議主席

- 斯特林·海登 飾演 Jack D. Ripper 准將（Brigadier General Jack D. Ripper），戰略空軍司令部轄下 Burpelson 空軍基地的指揮官，個性偏執且極端反共，因懷疑蘇聯透過水氟化毒害美國人民而擅自下令發動核攻擊。角色名稱影射開膛手傑克（Jack the Ripper），原型據信為時任戰略空軍司令的Thomas S. Power上將，其鷹派立場與主張先發制人核打擊廣為人知

- 基南·懷恩 飾演 "Bat" Guano 上校（Colonel "Bat" Guano）

- 傑克·克雷利 飾演 Mr. Staines，國家安全顧問

- 史利姆·皮肯斯 飾演 T. J. "King" Kong 少校（Major T. J. "King" Kong），B-52 轟炸機的指揮官兼飛行員

- 彼得·布爾 飾演蘇聯大使 Alexei de Sadeski

- 詹姆斯·厄爾·瓊斯 飾演 Lothar Zogg 中尉（Lieutenant Lothar Zogg），B-52 的投彈手（本片為其電影處女作）

- 崔西·里德 飾演 Scott 小姐，Turgidson 將軍的女秘書兼情婦，也是片中唯一的女性角色。她亦以 "外交事務小姐"（Miss Foreign Affairs）身分登上《Playboy》1962 年 6 月號，該期雜誌曾於片中由 Kong 少校翻閱

- 沙恩·瑞默 飾演 Ace Owens 上尉（Captain Ace Owens），B-52 的副駕駛

## 奖项
該片得到了四项奥斯卡金像奖的提名以及七项 英国电影学院奖的提名，并获得了英国电影学院奖中的四个奖项。
奥斯卡奖的提名
- 奥斯卡最佳男主角奖: 彼得·塞勒斯
- 奥斯卡最佳改编剧本奖: 斯坦利·库布里克，彼得·乔治，特里·索泽恩
- 奥斯卡最佳导演奖: 斯坦利·库布里克
- 奥斯卡最佳影片奖

英国电影学院奖提名
- 最佳英国演员
- 最佳剧本
- 最佳外国演员

英国电影学院奖获奖
- 最佳英国艺术指导
- 最佳英国影片
- 最佳影片
- 联合国奖

## 外部連結
- 互联网电影数据库（IMDb）上《奇爱博士》的资料（英文）
- 豆瓣电影上《奇爱博士》的資料 （简体中文）
- 香港外語電影資料網上《密碼114（页面存档备份，存于）》的資料 （繁體中文）
- 開眼電影網上《奇愛博士（页面存档备份，存于）》的資料 （繁體中文）